# Darrell Arthur
Darrell Antwonne Arthur (* 25. März 1988 in Dallas, Texas) ist ein US-amerikanischer Basketballspieler, der zuletzt bei den Denver Nuggets in der NBA aktiv war.

## Karriere

### High School
Arthur gewann mit der South Oak Cliff High School 2005 und 2006 die 4A-Meisterschaft in Texas und wurde in beiden Jahren zum MVP des Finalturniers gewählt. Da die Schule aber die Noten einiger Spieler manipulierte, damit diese weiterhin für das Team antreten konnten, wurden ihr diese Titel später aberkannt. Im Jahr 2006 wurde Arthur zum McDonald’s All-American ernannt.

### College
Von 2006 bis 2008 lief Arthur für die Kansas Jayhawks, das Team der University of Kansas, im College-Basketball auf. Nach seiner ersten Saison wurde er ins Big 12 All-Freshman Team gewählt. 2008 feierte er den NCAA-Meistertitel mit den Jayhawks durch den Gewinn der NCAA Division I Basketball Championship.

### NBA
Im NBA-Draft 2008 wählten ihn die New Orleans Hornets an 27. Stelle aus. Er wurde jedoch noch am selben Tag zu den Portland Trail Blazers getradet. Nach zwei weiteren Trades, zunächst nach Houston, landete er bei den Memphis Grizzlies.
In seiner ersten NBA-Saison spielte er zusammen mit seinem Cousin Quinton Ross für Memphis. In insgesamt 76 Partien erzielte er im Schnitt 5,6 Punkte und 4,5 Rebounds in 19,3 Minuten. In seiner zweiten Saison kam er verletzungsbedingt nur in 32 Spielen zum Einsatz. Die Saison 2011/12 verpasste er aufgrund eines Bänderrisses komplett.
Zur Saison 2013/14 wurde er von den Grizzlies zu den Denver Nuggets transferiert. Im Gegenzug wechselte Center Kosta Koufos nach Memphis.